# Tatyana Kraynova
Tatyana Aleksandrovna Kraynova (em russo:  Татьяна Александровна Крайнова; São Petersburgo, 7 de junho de 1967) é uma ex-jogadora de voleibol da Rússia que competiu pela União Soviética nos Jogos Olímpicos de 1988.
Em 1988, ela fez parte da equipe soviética que conquistou a medalha de ouro no torneio olímpico, no qual atuou em uma partida.